# 2007年世界房車錦標賽葡萄牙站
2007年世界房車錦標賽葡萄牙站是2007年度世界房車錦標賽的第六站賽事，正式比賽在2007年7月8日於葡萄牙博阿維斯塔賽道上舉行。這是第一次在葡萄牙舉行賽事。第一回合由雪佛蘭車隊的文尼勝出，第二回合由寶馬車隊的派奧勝出。